# Douglas James Scalapino
Douglas James Scalapino (* 10. Dezember 1933 in San Francisco) ist ein US-amerikanischer Physiker, der auf dem Gebiet der theoretischen Festkörperphysik arbeitet.
Scalapino studierte an der Yale University (Bachelor 1955) und promovierte 1961 bei Edwin Thompson Jaynes an der Stanford University (Irreversible statistical mechanics and the principle of maximum entropy). Danach arbeitete er als Forschungsassistent von John Robert Schrieffer. Ab 1964 war er als Assistant Professor an der University of Pennsylvania, wo er 1968 Professor wurde. Im selben Jahr ging er zunächst als Gastprofessor an die University of California, Santa Barbara, wo er 1969 Professor wurde und 1979 mit James Hartle und anderen Kollegen das Institute of Theoretical Physics gründete. Er war unter anderem Berater bei IBM (1989 bis 1992), DuPont (1963 bis 2003) und am Los Alamos National Laboratory (1991 bis 2000).
Scalapino befasst sich mit stark korrelierten Elektronensystemen in der Festkörperphysik und numerischen Methoden zu ihrer Untersuchung und insbesondere mit den Eigenschaften von Hochtemperatursupraleitern (HTSL). In diesem Zusammenhang untersuchte er das Hubbard-Modell (das er schon zuvor 1981 mit Blankenbeckler und Sugar mit Quanten-Monte-Carlo-Methode untersuchte) und konnte Ähnlichkeiten zum Verhalten von Cuprate-HTSL zeigen. Als Wechselwirkung der Cooperpaare in Cuprate-HTSL nimmt er kurzreichweitige antiferromagnetische Spin-Fluktuationen an.
Er ist Mitglied der National Academy of Sciences (1991) und der American Academy of Arts and Sciences und Fellow der American Physical Society, deren Abteilung Condensed Matter er 1983/94 vorstand. Von 1964 bis 1966 war er Sloan Research Fellow und 1976/77 Guggenheim Fellow. 1998 erhielt er den Julius-Edgar-Lilienfeld-Preis und 2006 den John-Bardeen-Preis. 2013 wurde er mit der Feenberg-Medaille ausgezeichnet für seine imaginative Nutzung und Entwicklung des Monte-Carlo-Zugangs und seine bahnbrechenden Beiträge zur Supraleitung (Laudatio).